# Louis François de Boufflers-Remiencourt
Louis François de Boufflers (* 22. November 1714; † 22. Februar 1752), Marquis de Remiencourt, war ein französischer Adliger und Militär, der den Rang eines Maréchal de camp erreichte.

## Leben
Louis François de Boufflers war der älteste Sohn von Charles François de Boufflers († 1743), genannt Marquis de Remiencourt, und Louise Antoinette Charlotte de Boufflers.
Zu Beginn seiner militärischen Laufbahn trat er 1732 bei den Musketieren ein. Am 11. März 1733 wurde er Capitaine der Dragoner im Régiment d’Harcourt, mit dem er 1734/35 im Polnischen Thronfolgekrieg an der Eroberung Lothringens teilnahm, den Eroberungen von Nancy und Trier, der Belagerung von Trarbach, dem Angriff auf die Ettlinger Linie, der Belagerung von Philippsburg (Juni/Juli 1734) und dem Gefecht bei Klausen (20. Oktober 1735).
Am 19. April 1735 heiratete er in Haroué Marie Françoise Catherine de Beauvau-Craon (* 8. Dezember 1711 in Lunéville, † 1787 in Paris). Durch diese Ehe wurde er der Schwiegersohn von Marc de Beauvau, dem engen Berater des Herzogs Franz III. von Lothringen und späteren Kaisers Franz I. Stephan.
Am 25. März 1737 wurde er auf Empfehlung des Herzogs von Orléans zum Mestre de camp lieutenant des Régiment d’Orléans-Dragons ernannt, das er 1741 bis 1743 im Österreichischen Erbfolgekrieg in der Westfalen-Armee an den Grenzen Böhmens, in Bayern und schließlich im Oberelsass kommandierte. 1744 gehörte er der Mosel-Armee an, trug zur Niederlage des Generals Nadasdy bei Zabern bei, nahm am Angriff auf Suffelsheim teil und an der Belagerung von Freiburg im Breisgau. 1745 war er der Armee im Niederelsass zugeteilt, wurde am 31. Oktober zum Brigadier der Dragoner erklärt, wobei die Beförderung schon vor dem vorangegangenen 1. Mai abgesandt wurde. Am 1. Mai 1746 wurde er dem Prince de Conti unterstellt und operierte während der Belagerungen von Mons und Charleroi in der Region Sambre/Maas. Er kämpfte bei der Belagerung von Namur (September 1746), in der Schlacht bei Roucourt (11. Oktober 1746), in der Schlacht bei Lauffeldt (2. Juli 1747) und der Belagerung von Maastricht (April/Mai 1748). Am 10. Mai 1748 war er zum Maréchal de camp ernannt worden, der Rang wurde aber erst im Januar 1749 öffentlich gemacht. Er gab nun das Kommando über das Régiment d’Orléans ab und schied aus dem aktiven Dienst aus.
Seine Frau war seit 1745 die offizielle Mätresse des ehemaligen polnischen Königs Stanislas Leszczynski, Schwiegervater Ludwigs XV. und seit 1737 Herzog von Lothringen, zu dieser Zeit bereits 67 Jahre alt, die sie dann über zwanzig Jahre auch blieb. Louis François de Boufflers hingegen wurde Capitaine der Garden Leszczyńskis.
Er starb am 22. Februar 1752 im Alter von 37 Jahren, seine Frau überlebte ihn um 35 Jahre.

## Nachkommen
Die Kinder von Louis François de Boufflers und Marie Françoise Catherine de Beauvau-Craon waren:
- Charles Marc Jean de Boufflers, * 10. August 1736, genannt le Marquis de Boufflers, 1762 Maréchal de Camp
- Stanislas Jean de Boufflers (* 30. April 1738[3]; † 18. Januar 1815), Marquis de Boufflers, Mitglied der Académie française; ⚭ 1797 Eléonore Dejean de Manville (alias Eléonore de Sabran), genannt La Mal-Peignée, * 3. März 1749; † 27. Februar 1827, Comtesse de Sabran, Tochter von Charles Dejean de Manville, Witwe von Joseph de Sabran, Comte de Grammont[4]
- Louise Julie de Boufflers (* 13. August 1741; † guillotiniert 1794); ⚭ 1760 Louis Bruno de Boisgelin de Cucé, Comte de Cucé, Maître de la Garde-robe du Roi,* 17. November 1734; † guillotiniert 7. Juli 1794
- Catherine Stanislas de Boufflers (* 1744 in Lunéville; † guillotiniert 1794), Koadjutrix einer Abtei in Lothringen; ⚭ Pierre Gilbert de Voisin